# Der Affe und die Katze

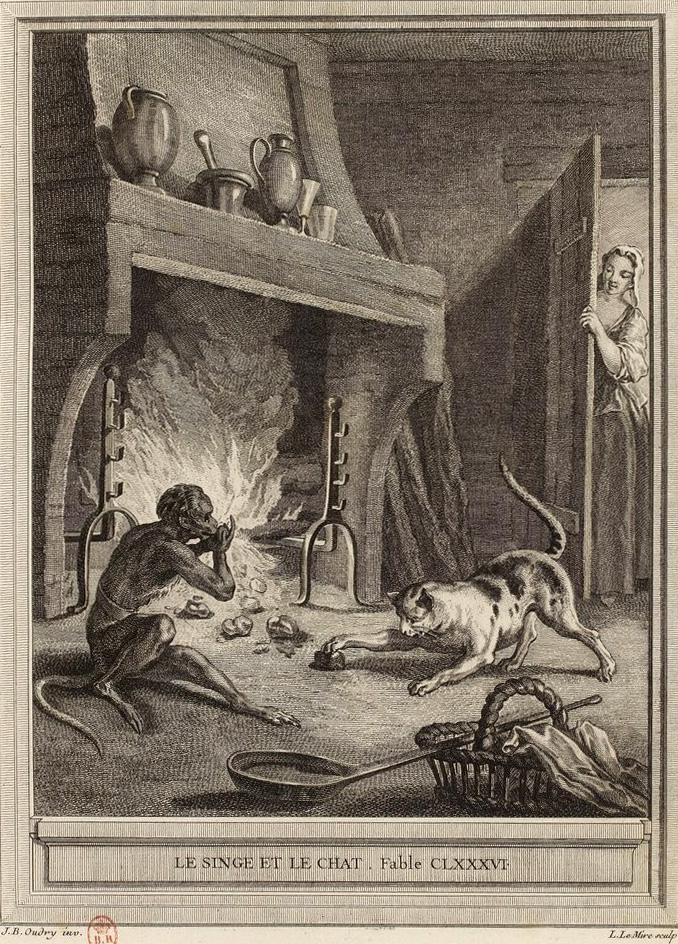

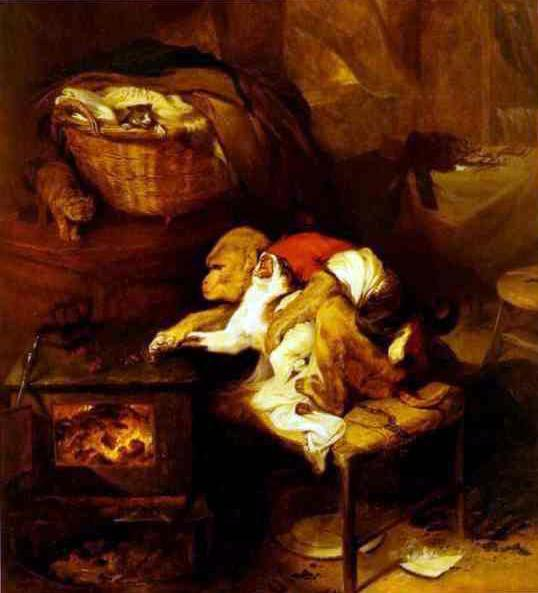
The Cat's Paw (Gemälde von Edwin Landseer)

Der Affe und die Katze (französisch: Le Singe et le Chat) ist die 17. Fabel in der Fabelsammlung des französischen Dichters Jean de La Fontaine. Auf diese Fabel gehen die deutschen Redewendungen für einen anderen die Kastanien aus dem Feuer holen und sich die Pfoten verbrennen sowie die englische Redewendung "Cat's paw" zurück.
Eine Katze und ein Affe, ein Gaunerpaar, sehen, dass in den Kohlen Kastanien geröstet werden. Die Katze holt die heißen Kastanien aus dem Feuer und verbrennt sich dabei die Pfoten, während der Affe diese Kastanien alleine frisst, ohne sich selbst zu verbrennen bzw. ohne mit der Katze zu teilen, wie zuvor vereinbart. Die Geschichte zeigt, wie eine Situation auf Kosten der Mitmenschen ausgenutzt wird.

## Varianten der Vorgängerversion
Als Quelle bezog sich La Fontaine auf eine Fabel von Äsop, wo jedoch der Affe die Katze überlistet, ihre Pfote zu benutzen, um die Kastanien aus der Glut zu holen.
Baltasar Gracián behauptete in seinem Handorakel und Kunst der Weltklugheit, dass das Sprichwort von den verbrannten Pfoten auf eine wahre Begebenheit am Hof des Papstes Julius II. zurückgehe: Dessen Kammerdiener rösteten Kastanien und wurden plötzlich abberufen. Ein als Haustier gehaltener Affe wollte an die gerösteten Kastanien heran. Anscheinend muss er davor beobachtet haben, wie die Menschen einen Schürhaken benutzten, so fing er sich eine Hauskatze ein und benutzte deren Pfote, um die Kastanien aus dem Feuer zu holen. Das Geschrei der gepeinigten Katze rief die Diener wieder herbei.
In La Fontaines Version setzt der Affe seine Überredungskunst ein, um die Katze dazu zu bringen, sich freiwillig in Gefahr zu begeben, um ihre Geschicklichkeit zu beweisen. Der Moralist zeigt, dass durch das Appellieren an ihre Eitelkeit die Menschen sowohl zum Handeln bewegt als auch unter Druck gesetzt werden können. Der Täuschungsversuch des Affen ist umso erfolgreicher, als die plötzlich erscheinende Magd das Vorhaben unterbricht, und die Katze gar nicht merkt, dass sie betrogen wurde: Der Täuscher und die Getäuschte kommunizieren in derselben Unzufriedenheit. Diese abrupte Wendung der Geschichte ist die Erfindung von La Fontaine.